# نسیم بانواس
نسیم بانواس (انگلیسی: Nassim Banouas؛ زادهٔ ۸ سپتامبر ۱۹۸۶) بازیکن فوتبال اهل آلمان است.
از باشگاه‌هایی که در آن بازی کرده‌است می‌توان به باشگاه فوتبال کیکرز اوفنباخ، اشپورت فقاند زیگن، باشگاه فوتبال کایزرسلاوترن، و باشگاه فوتبال ماینتس ۰۵ اشاره کرد.